# الجيش الليبي (1951–2011)
كانَ الجيش الليبي فرعًا من فروع القوات المسلّحة للدولة الليبيّة جنباً إلى جنب مع القوات الجوية والبحرية وتتمثل مهمتهُ بالأساس في الدفاعِ عن البلد والمُشاركة في الحُروب البريّة كلما تطلّب الأمر.

## التاريخ

### فترة الملكيّة
عندما نالت ليبيا استقلالها عام 1951؛ شكَلَ المحاربون القدامى في جيش السنوسي الأصلي نواة ما عُرفَ بالجيش الملكي الليبي. على الرغمِ من أنّ الجيش الليبي كانت لديهِ كميّات كبيرة من المعدات القتالية الموجودة تحت تصرفه إلا أن الغالبية العظمى تم شراؤها من الاتحاد السوفيتي في سبعينيات وثمانينيات القرن الماضي وكانت قديمة إلى حد كبير حيثُ ظهرت عيوبها خِلال فترة الحرب الأهلية الليبية. من جِهة أخرى فالجيش الليبي باعَ كميات كبيرة من المعدات لمختلف البلدان الأفريقية وبالرغمِ من ذلكَ فهو يُعتبر عمومًا غير كفء ولا مُدرّبَ بشكلٍ جيدٍ.

### فترة الجماهيرية
في الفترةِ المُمتدة من أواخر السبعينات إلى أواخر الثمانينيات؛ تورّطَ الجيشُ الليبي في أربع عمليات توغل كبيرة على الأراضي التشادية لكنّه عانى من خسائر فادحة في هذه الصراعات وَخاصّة في حرب تويوتا عام 1987 ويرجعُ ذلك إلى حد كبير إلى سوء التكتيكات والمساعدات الغربية التي حصلت عليها دولة تشاد. هذه الأخيرة تمكّنت في نهاية المطاف من صد كل هذه التوغلَات ولم تعد ليبيا مُحتلة لها.
بحلول شباط/فبراير 2011؛ اندلعت الثورة الليبيّة ضدّ نظام معمّر القذافي ثمّ سرعان ما تحوّلت لحربٍ أهلية بعدَ تمرد العديد من وحدات الجيش وانضمامها لمعسكرِ المعارضة مما تسبّبَ في اندلاع معارك دارت رحاها في معظم أنحاء البلاد. ومعَ قدومِ سبتمبر من نفسِ العام كانَ الجيش الليبي قد تدمّر بالكامل تقريبًا بعدما تلقى ضربات جوية منَ الناتو وهجمات على الأرض كان يشنّها الثوار فيما هربَ أعضاءُ الجيش الموالين للقذافي بعد تمكّن المُعارضة والثوار من السيطرة على العاصِمة طرابلس أمّا الفلول فقد اتجهت صوبَ سرت، سبها وبني وليد مُحاولةً إعادة هيكلة نفسها هناك؛ وقبلَ أن تنجح في هذه العملية؛ شنّ الثوار الليبيون هجومًا على تلكَ المعاقل ونجحوا في إنهاء الجيش بعدما قُتل معمر القذافي وابنه معتصم ووزير الدفاع السابق أبو بكر يونس فيمَا دُمرت بقايا ما عُرف بجيش الجماهيرية العربية الليبية.

### الشعب المسلح
اعتُبر الشعب المسلح في فترة حكم معمر القذافي إحدى المبادئ الرئيسية في السلطة الشعبية وفقَ الكتاب الأخضر حيث نصت بأنّ جميع فئات الشعب ينبغي لها التدرب على السلاح، حيث فرضت مادة دراسية يأخذها الطلاب من الثانوية تسمى «التربية العسكرية» يتم فيها تناول المبادئ الرئيسية للحروب وفن القتال ويتم التدرب على السلاح في جميع الثانويات في ليبيا وبالنسبة لبقية الشعب؛ يجبُ على كل مواطن أن يأخذ شهرًا في السنة للتدرب مرة أخرى على السلاح نظيرَ الخدمة في الشعب المسلح.

## القوّة
في عام 2009 قدّرَ المعهد الدولي للدراسات الاستراتيجية أن عدد القوات البرية للجماهيرية العربية الليبية قد بلغَ 25.000 جنديًا معَ مجندين إضافيين قُدّر عددهم بـ 25.000 مجند آخر ما يعني 50.000 كعددٍ إجمالي. وحسبَ نفس المصدر – المعهد الدولي للدراسات الاستراتيجية – فإنّ القوات البرية قد تم تنظيمها في 11 لواءً للدفاع عن الحدود و4 ألوية مفرقة حسب عددٍ منَ المناطق الأمنية إلى جانبِ لواء أمن النظام (كتيبة خميس) ثمّ 10 كتائب خاصّة بالدبابات و10 كتائب مشاة فضلًا عن 18 كتيبة مشاة أخرى إلى جانبِ 6 كتائب كوماندوز و4 كتائب صاروخ أرض أرض و7 كتائب مدفعية للدفاع الجوي.

## العَتاد

### الدبابات
قدّرَ المعهد الدولي للدراسات الاستراتيجية عدد الدبابات التي كان يتوفرُ عليها الجيش الليبي في عام 2009 بـ 20.025 دبابة وهي على الشكل التالي: 150 دبابة تي-72 (115 في المتجر) و100 دبابة من نوع تي-62 (4620 في المتجر) ثمّ 5000 من طِراز تي-55 (10,040 في المتجر) كما قدّر المعهد أن هناك 500 مركبة استطلاعية من نوع بي أر دي إم-2 و700 من نوع إيه إيه-9 فضلًا عن 1000 من نوع بي إم بي-1 بالإضافة إلى عددٍ غير معروف من بي إم دي-1، فيما ذكرت مصادر رسمية روسية في عام 2010 أنه سيتم تحديث دبابات تي-72 بمساعدة من روسيا. أَبلغَ المعهد أيضًا على توفر النظام الليبي على 540 بي تي أر-50 وبي تي أر-60 وعددٍ منَ المركبات الأخرى ذات العجلات مثلَ 1000 من عربة إيه إيه-11 وكذَا أو تي-64 سكوت. بشكلٍ عام؛ هذه قائِمة مُصغّرة لما كان يتوفر عليهِ الجيش الليبي بناءً على معطيات منَ المعهد الدولي للدراسات الاستراتيجية ومصادِر أخرى رسميّة:
| النوع                  | صورة                   | ملاحظة                                                          |
| دبابات القِتال الرئيسيّة | دبابات القِتال الرئيسيّة | دبابات القِتال الرئيسيّة                                          |
| ---------------------- | ---------------------- | --------------------------------------------------------------- |
| تي-72                  |                        | كان لدى الجيش الليبي حوالي 150 دبابة من هذا النوع               |
| تي-62                  |                        | كانَ لدى الجيش الليبي حوالي 100 دبابة قِال رئيسية من هذا الطِراز   |
| تي-55                  |                        | كان يملكُ الجيش الليبي حوالي 5000 من هذا النوع من الدبابات       |
| ناقِلات الجنود المدرعة  |                        |                                                                 |
| عربة إيه إيه-11        |                        | كان لدى الجيش الليبي حوالي 100 ناقلة جنود مدرعة من هذا النوع    |
| إم-113                 |                        | كانَ لدى الجيش الليبي حوالي 400 ناقلة جنود مدرعة من هذا الطِراز   |
| بي تي أر-80            |                        | كان يملكُ الجيش الليبي حوالي 1000 من هذا النوع من الناقلات       |
| بي تي أر-60            |                        | كان لدى الجيش الليبي حوالي 750 ناقلة جنود مدرعة من هذا النوع    |
| بي تي أر-50            |                        | كانَ لدى الجيش الليبي حوالي 500 ناقلة جنود مدرعة من هذا الطِراز   |
| بي أر دي إم-2          |                        | كان يملكُ الجيش الليبي حوالي 500 من هذا النوع من الناقلات        |
| أو تي-64 سكوت          |                        | كانَ لدى الجيش الليبي حوالي 500 ناقلة جنود مدرعة من هذا الطِراز   |
| فيات 6614              |                        | كان يملكُ الجيش الليبي حوالي 200 من هذا النوع من الناقلات        |
| مركبات المُشاة القتاليّة |                        |                                                                 |
| بي إم بي-1             |                        | كان يملكُ الجيش الليبي حوالي 1000 من هذا النوع مركبات المشاة     |
| إيه إيه-9              |                        | كانَ لدى الجيش الليبي حوالي 580 مركبات مشاة للقتال من هذا الطِراز |

### سلاح المدفعية
قدّر المعهد الدولي للدراسات الاستراتيجية في إحصائياته التي تعودُ لعام 2009 أنّ الجيشَ الليبي يتوفر على ما مجموعهُ 2421 قِطعة من سلاح المدفعية حيثُ تم الإبلاغ عن 1300 فوزديكا 2أس1 وَ600 من 2 أس 3 أكتسيا فضلًا عن 800 قِطعة من إم-77 دانا و14 من إم-109 وكذا 160 مدفعيّة بالماريا إلى جانبِ 190 هاوتزر عيار 122 مم وحوالي 330 من أم-46 إلى جانبِ أزيد من 16.000 قاذفات أو راجِمات الصواريخ 2290 من طِراز بي إم-21 غراد. يُقدر معهد الدراسات أيضًا أن ليبيا لديها 500 قذيفة هاون إلى جانبِ عددٍ من صواريخ أرض - أرض مثلَ سكود (416 صاروخًا):
| النوع         | صورة          | ملاحظة |
| سلاح المدفعية | سلاح المدفعية | سلاح المدفعية                                                                                                 |
| ------------- | ------------- | --- |
| فوزديكا 2أس1  |               | كان لدى الجيش الليبي حوالي 1300 مدفعيّة من هذا النوع                                                           |
| 2 أس 3 أكتسيا |               | كانَ لدى الجيش الليبي حوالي 600 سلاح مدفعية من هذا الطِراز                                                      |
| دانا          |               | كان يملكُ الجيش الليبي حوالي 800 من هذا النوع من المدفعيات                                                     |
| إم 109 هاوتزر |               | كان لدى الجيش الليبي عدد غير معروف منَ المدفعيّات من هذا النوع                                                  |
| بالماريا      |               | كانَ لدى الجيش الليبي حوالي 210 سلاح مدفعية من هذا الطِراز                                                      |
| آر إم-70      |               | كان يملكُ الجيش الليبي حوالي 800 من هذا النوع من المدفعيات                                                     |
| بي إم-21 غراد |               | كان لدى الجيش الليبي أزيد من 2000 منَ المدفعيّات من هذا النوع                                                   |
| فجر-1         |               | كانَ لدى الجيش الليبي أكثر من 800 سلاح مدفعية من هذا الطِراز                                                    |
| لونا-إم       |               | كان يملكُ الجيش الليبي حوالي 450 مدفعية من هذا النوع من المدفعيات القادرة على إطلاق صواريخ بالستية قصيرة المدى |

### أسلحة مضادة للدبابات
كان يتوفر الجيش الليبي في عهدِ القذافي على عددٍ من الأسلحة المضادة للدبابات وعلى رأسها 4000 صاروخًا من طراز ميلان ذي الصناعة الفرنسية/الألمانية إلى جانبِ أزيد من 6200 صاروخًا من نوعِ ماليوتكا و9م113 كونكورس ووي من صنعٍ سوفياتي؛ كما اشترت ليبيا 300 بطارية من كرزنتما من روسيا قُبيلَ الحرب الأهلية.

### أسلحة مضادة للطائرات
قدّر معهد الدراسات الاستراتيجية أنّ النظام الليبي السابق كان يتوفر على صواريخ أرض-جو من نوع ستريلا-2 وستريلا-9 ثمّ ستريلا-13 كما كانَ يملكُ قيادة منفصلة للدفاع الجوي تحتوي على عددٍ من الأسلحة والصواريخ على غِرار 9كيه33 أو أس إيه بالإضافة إلى البنادق الآلية. لقد دُمرت معظم أنظمة الدفاع الجوي خلال الحرب الأهلية؛ فيما ظلّ عددٌ قليلٌ منها فقط سليمًا ولم يُعرف مصيره اليوم. خِلال أحداث الحرب؛ نجحَ الثوار في الاستيلاء على عددٍ من الأسلحة المضادة للطائرات وتبثوها على شاحنات نقل ما أعطاها ميزة إضافية أخرى.
| النوع            | صورة          | ملاحظة |
| صواريخ أرض-جو    | صواريخ أرض-جو | صواريخ أرض-جو |
| ---------------- | ------------- | --- |
| ستريلا-2         |               | منَ الصعب نوعًا ما تقدير العدد الكلي لمثل هذهِ الأنواع من الأسلحة كونَ النظام الليبي السابق كان يشتري المزيد منها باستمرار كما يفقدها الكثير منها بشكلٍ اضطرادي خِلال التدريبات العسكريّة أو خِلال المناوشات التي دخلَ فيها مع الدول الحدوديّة له. |
| ستريلا-1         |               | يُعدّ هذا النوع من الصواريخ متواضعًا نوعًا ما بالمُقارنة مع باقي الصواريخ التي كانت بحوزة الجيش الليبي وهو نسخة قديمة من سلسلة صواريخ ستريلا وبالرغمِ من ذلك فالجيش الليبي احتفظَ بها وكان يستعملها خِلال التدريبات وما إلى ذلك                  |
| ستريلا-10        |               | كان الجيش الليبي يحصلُ باستمرار على مثل هذه الصواريخ ثمّ فقدها بالكامل حينما تدمّر عام 2011 |
| أس-75 دفينا      |               | كان لدى الجيش الليبي عددٌ من هذهِ الصواريخ أيضًا وقد استُعملت خِلال الحرب الأهليّة لكن عددها ظلّ مجهولًا |
| سام 3            |               | صاروخ أرض-جو من صُنع الاتحاد السوفيتي كذلك. اشترى نظام القذافي عددًا غير معروفًا من هذهِ الصواريخ وهي نُسخة مطوّرة من صواريخ سام 2 التي عانت من قصورٍ عدّة على مستوى تتبع الأجسام الطائرة فضلًا عن فشلها في التحليق في مستوى عالٍ                  |
| ستريلا-5         | 150           | سلاح مضاد للطائرات وهو نُسخة مطوّرة ومعدلة ضمنَ سلسلة صواريخ ستريلا التي احتفظَ بها الجيش الليبي لفترة |
| 9كيه33 أو أس إيه |               | هي نظام صاروخي موجه بالأوامر ويُعدّ سلاحًا متطورًا نوعًا ما. حصلَ عليهِ النظام الليبي السابق من روسيا ولم يُعرف عدده بالضبط كما لم يُعرف مصير باقي الآليات بعدَ مقتل القذافي                                                                       |

## التجارب القِتاليّة

### مصر
في 19 تموز/يوليو 1977 أوقفَ حرس الحدود المصري مسيرة احتجاجيّة فردت وحدات المدفعية الليبية من خِلال إطلاق النار على مواقع مصرية. تصاعدت الأمور بشكلٍ سريع وتوترت على مستوى الحدود بينَ الجانبين فتصاعدَ القتال في نفس اليوم من خِلال تبادل قذائف المدفعيات. بعد يومينِ؛ تحركت فُرق مشاة وفرق مدرعات مصرية وحاولت على طول الساحل دفعَ الجيش الليبي للتراجع كمَا ادعت مصر تنفيذها لغارات جوية مفاجئة ناجحة ضد قاعدة جوية ليبية جنوب طبرق مؤكدةً في الوقتِ ذاته على تدميرها لبطاريات صواريخ أرض جو ومحطات رادار. انسحبَ الجيش المصري من هذهِ الحرب في 24 تموز/يوليو فاتفقَ معظم المحللين الأجانب على أن الوحدات المصرية قد سادت وانتصرت على الرغم من أن القوات الليبية ردت بشكل أكثر فعالية مما كان متوقعًا فيمَا أشاد الجيش الليبي بنفسهِ حيثُ أكّد هو الآخر على انتصارهِ واستخدمَ هذه المعركة كمبرر لشراءِ مزيدٍ منَ الأسلحة الحديثة.

### أوغندا
خلال غزو أوغندا من قبل القوات التنزانية والمنفيين الأوغنديين في عام 1978؛ أرسلت ليبيا قوات تُقدّر بما بين 2000 إلى 2500 جنديًا للمساعدة في الدفاع عن عنتيبي وكمبالا من خلال تغطية تقاطعات الطرق بالمدرعات. وفي وقتٍ لاحق وُجّهت القوات الليبية عبرَ كنائب مُشاة لشنّ هجمات على الأرض لكنها فشلت في ذلك وقُتل
حوالي 600 جندي ليبي خلال العملية فيمَا تم سحب الباقي على عجل.

### تشاد
بعد ما يقرب من عقدين من الزمن؛ انتهت محاولات العقيد معمر القذافي لضم شمال تشاد عام 1987 ففي الأشهر الثلاثة الأولى من هذا العام خسرت ليبيا كل الأراضي التي احتلتها في تشاد كما خسرت ما بين 500 مليون دولار ومليار دولار من الأسلحة وثلث قواتها البالغ عددها 15.000 جندي كما قُتل أكثر من 4984 جندي ليبي على أيدي القوات التشادية بين كانون الثاني/يناير وآذار/مارس 1987.
لقد هُزم الجيش الليبي من قبل قوة أدنى بكثير منه من حيث العدد والمعدات فيما كان انتصار تشاد نتيجةً لمزيج من التمويل الغربي الذي شملَ الأسلحة والمعلومات الاستخراتيّة فضلًا عن التكتيكات المُعتمدة. جديرٌ بالذكرِ هنا أنّ فرنسا كانت قد وفرت الغطاء الجوي لحماية المناطق الخلفية التشادية في حين قدمت الولايات المتحدة مبلغَ 240 مليون دولار منَ المعدات والأسلحة كما ساهمت بمبلغ 75 مليون دولار كمساعدات عسكرية طارئة بما في ذلك طائرات النقل وأنظمة الدفاع الجوي.
في هذهِ الحرب؛ عرضت القوات التشادية بعض الابتكارات التكتيكية المستحدثة مثلَ استخدامها لسيارات تويوتا في المناطق ذات الجغرافيا الصعبة وسيارات بانهارد الفرنسية الصنع كما استعملت صواريخ ميلانو المضادة للدبابات وصواريخ أخرى مضادة للطائرات بغرضِ تدمير الدبابات والطائرات الليبية.

### الحرب الأهلية الليبية

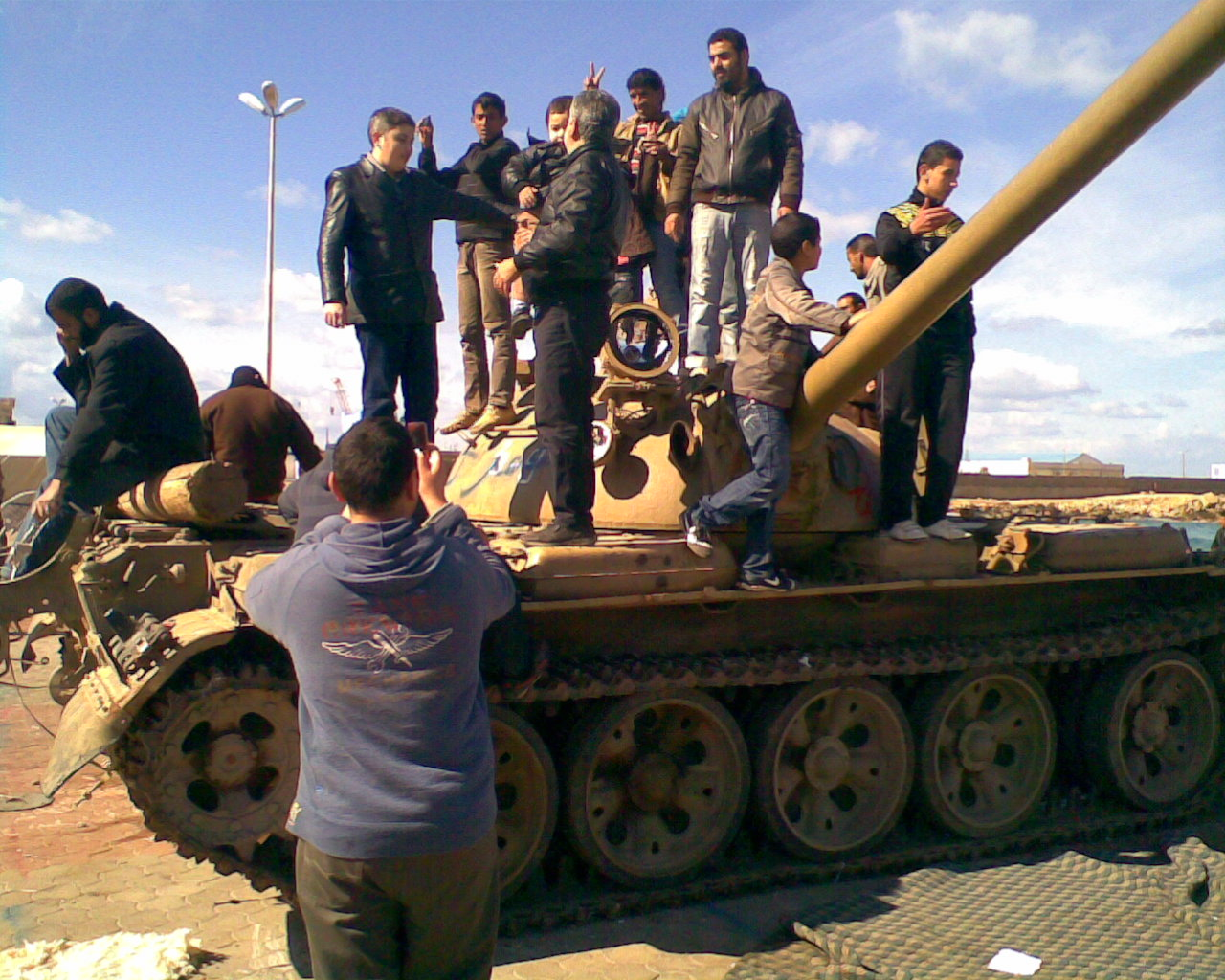
أشخاص على دبابة في رالي بنغازي يوم 23 شباط/فبراير 2011

في عام 2011؛ بدأت الاحتجاجات والتظاهرات ضد حكم القذافي في ليبيا والتي تزامنت أو شكّلت ما عُرفَ بالربيع العَربي. حينها استخدم القذافي قوات الشرطة والمرتزَقة لقمع الاحتجاج بعنفٍ وقد نتجَ عن ذلك ثورة مسلحة بين القوات الموالية للحكومة والقوات المناهضة لها. انضمّت في وقتٍ لاحق كتائب من الجيش إلى الثوار ما زادَ من قوّتهم في مواجهة القوات الموالية لمعمر. بعد التقدم الأولي للثوار؛ بدأَ الجيش الليبي هجومًا مضادًا كما نجحَ بشكل مؤقت في صد مقاتلي المعارَضة. في 17 آذار/مارس 2011؛ أصدرَ مجلس الأمن التابع للأمم المتحدة القرار رقم 1973 والذي يجيز استخدام «جميع الوسائل الضرورية» لحماية المدنيين في ليبيا «باستثناء إدخال قوات احتلال أجنبية». في يوم السبت الموافق لـ 19 آذار/مارس بدأت فرنسا في تطبيق القرار حيثُ حرّكت طائرة مقاتلة فرنسية للتحليقِ فوقَ المجال الجوي الليبي.
المعارك
| المعركة                | التاريخ                            | نبذة مُختَصرة |
| ---------------------- | ---------------------------------- | --- |
| معركة بنغازي الأولى    | 17 - 20 شباط/فبراير 2011           | وقعت معركة بنغازي الأولى بين وحدات عسكرية ثوريّة والكتائب الأمنيّة التابعة لمعمر القذافي في الفترة من 17 وحتى 20 شباط/فبراير 2020. بدأت الاشتباكات في مدينة بنغازي – التي كانت قابعة تحتَ حصار القوات النظاميَة – ثمّ سرعان ما امتدت للبيضاء ودرنة قبل أن تنتهي بعد ثلاثة أيامٍ من معارك الكرّ والفر بين الطرفين.                                                                                                 |
| حرب الجبل الغربي       | 17 - 25 شباط/فبراير 2011           | بالتزامنِ مع معركة بنغازي الأولى، دخل الجيش الليبي النظامي في حربٍ مع كتائب عسكريّة شكّلها الثوار والقوات المناهضة للقذافي. كانت هذه الاشتباكات المتقطّعة – والتي امتدت لأسبوع تقريبًا – مقدمة لاشتباكات أطول وأعنف وقد لعبت هذه المعركة ومعارك أخرى في نفس المنطقة دورًا مهمًّا على اعتبار أنّ العاصمة طرابلس جزءًا من منطقة الجبل الغربي التي شهدت هذه المعارك.                                                     |
| معركة مصراتة           | 18 شباط/فبراير - 15 أيّار/مايو 2011 | نجحَ سكان مدينة مصراتة في الثامن عشر من شباط/فبراير في طرد قوات الأمن من المدينة بعد مظاهرات عارمة طالبوا فيها بإسقاطِ النظام، فرد الجيش الليبي بعنفٍ على تلك المظاهرات ما دفعَ بعددٍ من المصراتيين لتشكيلِ وحدات عسكريّة وحمل السلاح لمجابهة القوات النظاميّة. ظلّت الاشتباكات جاريّة بين الطرفين لمدة شهرٍ تقريبًا وانتهت بطردِ كامل قوات القذافي من المدينة وإحكام الجماعات والفصائل العسكريّة الثوريّة السيطرة عليها. |
| معركة الزاوية الأولى   | 24 شباط/فبراير - 10 آذار/مارس 2011 | بدأت الاشتباكات في مدينة الزاوية في الرابع والعشرين من شباط/فبراير حينما اقتحمت كتيبةٌ تتبعُ صهر القذافي واشتبكت مع المتظاهرين قبل أن تُجابه من قِبل كتائب الثوار التي شكّلها عددٌ من المنشقّين عن الجيش النظامي. استمرت الاشتباكات المتقطّعة والعنيفة نصف شهرٍ تقريبًا وانتهت بطرد قوات القذافي من المدينة بالكامل.                                                                                                 |
| معركة البريقة الأولى   | 2 آذار/مارس 2011                   | وقعت هذه المعركة في الثاني من آذار/مارس 2011 بين كتائب العقيد معمر القذافي (الجيش الليبي) وكتائب الثوار في مدينة البريقة وضواحيها. استطاعت الكتائب الثوريّة القادمة من البيضاء وبنغازي ودرنة وطبرق طرد القوات النظاميّة من البريقة نحو مناطق أخرى في يومٍ واحدٍ من القتال. |
| معركة راس لانوف الأولى | 4 - 12 آذار/مارس 2011              | نجحت الكتائب الثوريَة في السيطرةِ على عددٍ من المدن شرق ووسط ليبيا في أواخر شباط/فبراير وبداية آذار/مارس قبل أن تشتبكَ تلك الكتائب في الرابع من آذار/مارس مع الجيش الليبي في راس لانوف متكّنةً بعد حوالي أسبوع من المعارك من السيطرة على المدينة بالكامل. |
| معركة بن جواد الأولى   | 6 آذار/مارس 2011                   | جرى الصدام العسكريّ بين الثوار الليبيين وقوات الزعيم الليبي معمر القذافي في مدينة بن جواد وسط شمال البلاد في السادس من آذار/مارس حينما دخلت الفصائل الثوريّة المدينة والسيطرة عليها قبل الاشتباك مع قوات القذافي التي حاولت استرجاعها ونجحت فعلًا في ذلك طاردةً القوات الثورية من المدينة. |
| معركة البريقة الثانية  | 13 - 15 آذار/مارس 2011             | بعد تمكّن الجيش الليبي التابع للقذافي من السيطرةِ على بن جواد، شنَّ هجومًا خاطفًا على البريقة التي كان قد فقدها في معركة البريقة الأولى ونجحَ من جديدٍ في استرجاع تلك الأراضي التي كان قد فقدها قبل أيّام |
| معركة أجدابيا الأولى   | 15 - 26 آذار/مارس 2011             | نجحت الكتائب المناهضة للقذافي في طردِ قوات الجيش الليبي من مدينةِ أجدابيا في السادس والعشرين من آذار/مارس وذلك بعد اشتباكات عنيفة استمرّت عدة أيام. |
| معركة بنغازي الثانية   | 19 - 20 آذار/مارس 2011             | شنَّ الجيش الليبي هجومًا عنيفًا على مدينة بنغازي في محاولةٍ منه للسيطرة على المدينة التي انطلقت منها شرارة الثورة ضدّ العقيد معمر القذافي. نجحت الكتائب الثوريّة في صدّ هجوم الجيش الليبي قبل أن تبدأ في طردهِ بعدما تعرّض لقصفٍ من التحالف الدولي دمَّر عددًا من عتاده العسكريّ الذي كان يستعملهُ في الحربِ على بنغازي. |